# Neolophonotus aphellas
Neolophonotus aphellas là một loài ruồi trong họ Asilidae. Neolophonotus aphellas được Walker miêu tả năm 1849.